# Немиричі
Немиричі (пол. Niemirycz, також писались як Niemierycz, Niemierzyc) — український шляхетський рід гербу Клямри з Київщини; один з найдавніших і найвизначніших українських родів. Також використовували власний герб — відміну герба Клямри.

## Історія
Найдавніші збережені відомості стосуються 1510 року. За легендою, предки Немиричів — новгородські бояри — переселилися XV століття з Новгорода до Великого князівства Литовського, де одержали великі українські маєтності.
Наприкінці XVI століття рід поділився на дві гілки — Черняхівську й Олевську. На початку XVII століття Немиричі навернулася до протестантизму. В умовах постійної боротьби з католиками за сфери впливу заможні протестантські родини прагнули дати своїм дітям найкращу на той час освіту.

## Герб
В червоному полі дві срібні клямри (скоби) у вигляді діагонального (Андріївського) хреста, які в нижній половині сходяться на зразок щипців. В нашоломнику три страусових пера. Намет щита червоний, підбитий сріблом.

## Відомі представники
- Івашко Немирич (пол. Iwaszko Niemirycz) — королівський придворний і чорнобильський орендар; перший, хто розширив родовий маєток на Овруччині. 1529 року отримав привілей побудувати на лівому березі Ірші нижче Малина замок і закласти поселення. Ця місцевість, названа Городищем, стала спадковою власністю роду Немиричів.
  - Йосип (Єсиф) Немирич  — син Івашка Немирича; київський земський суддя (1580—1590). У шлюбі з Богданою Бабинською (на 1550).
    - Симеон (Семен), не мав нащадків
    - Іван
      - Федора — дружина Олександра Ганського

    - Матвій Немирич (роки життя невідомі) — син Іосифа Немирича; фундатор Люблінського братства, родоначальник Олевської гілки роду Немиричів. Її представники підтримували православ'я, але в другий половині XVII століття сполонізувалися і прийняли католицтво. Дружина — Анастасія Мукарівна
      - Криштоф
      - Самуель - у 1645 році віддав село Дивлин на 3 роки в заставну оренду Петрові Суринові та його дружині Анні Ставецькій
      - Миколай
      - Олександр  — суддя земський київський, дружина — Софія Виговська[3] можливо, це він — вбитий селянами під час повстання 1648 року Олександр Немирич[4]
      - Богдана — дружина пінського стольника Андрія Терлецького. Іншим шлюбом за овруцьким землевласником юрієм Лясотою.

    - Андрій Немирич (роки життя невідомі) — син Іосифа Немирича; київський земський суддя. Родоначальник Черняхівської гілки роду, представники якої були прихильниками протестантської течії социніан.
      - Олександра з Немиричів Гойська — тітка Степана молодшого, дружина Івана Загоровського; другим шлюбом за київським каштеляном Романом Гойським.
      - Стефан Немирич (?—1630) — підкоморій київський, батько Юрія Немирича. Навчався в Альтдорфському і Базельському університетах. Брав участь в укладенні Куруківського договору 1625. 1626 року у Черняхові відкрив социніанську школу середнього освітнього рівня;
        - Юрій Немирич (бл. 1612—1659) — внук Андрія Немирича, син Стефана Андрійовича і Марії з Войнаровських. Український державний і політичний діяч кінця 50-х років XVII століття, дипломат, військовий діяч, полковник (військове звання йому особисто надав Богдан Хмельницький), навчався у визначних європейських університетах Кембріджському й Оксфордському (Англія) та Сорбонському (Франція), вільно володів декількома іноземними мовами, вважався найкращим оратором свого часу.
          - Федір (Теодор) Немирич (1648—бл. 1700) — староста тарногорський, дружина — Олександра Житкевич гербу Ястребець[5][6]
          - Томаш — загинув учнем школи в Киселині (зламав шию під час гонитви в полі)
          - Варвара (Барбара) — дружина: 1) Гієроніма Ґратуса Москоржевського; 2) з 1660 року — київського підкоморія Марціана Чаплича.[7]
            - Дорота (Москожевська) — дружина брацлавського каштеляна Ґабріеля Стемпковського

        - Степан Немирич (1626/1630—22 лютого 1684) — український військ діяч, брат Юрія Немирича, артилерист. Під час національно-визвольної війни українського народу 1648—1657 років воював на боці Речі Посполитої. Під впливом свого брата Юрія Немирича перейшов на службу до українського війська. В 1658—1659 роках — генерал артилерії Великого князівства Руського, пізніше каштелян і воєвода київський;
          - Костянтин (після 1662) — на службі курфюрства Бранденбургу, мешкав в Бреслау
          - Криштоф — байкар, социніанський письменник-полеміст[8]; дружина — Марина Ожаровська
          - Владислав Немирич — повернувся з батьком додому 1680 року, прийняв католицизм, поланецький каштелян, як староста новоселецький помер 1706; був 3 рази одружений.
            - Кароль Юзеф Немирич — похований 9 червня 1755, Рівне, дружина Антоніна Єловицька[9]
              - Бонавентура, новоселецький староста. Дружина — Ангела-Гонорат Кжицька
                - Генріх Немирич (1757—1805(?)) — народився у селі Горбаків. За оповіданням Яна-Дуклана Охоцького, у молодому віці він нібито поїхав на навчання до Парижу, де захопився вченням французького просвітителя Вольтера. Закінчивши навчання Генріх повернувся на батьківщину його натхненним послідовником і почав тут проповідувати матеріалістичні погляди. За це отримав суворий вирок луцького суду: «витягнути й відрізати язика, подрати в три ремені, тіло четвертувати й розкидати по полям». Далі Генріх був нібито змушений емігрувати за кордон у Голандію, а 1805 року повернувся на Волинь, де почавши зловживати алкоголем, помер у корчмі під лавкою. Дане оповідання є по суті єдиною згадкою про життя Генріха Немирича. Натомість офіційні історичні джерела мовчать про цей резонансний випадок як і його життєпис в цілому.

            - Авґуст — поланецький каштелян
            - Олександр на Олевську Немирич — (зг. 1708 - 1723) стольник мозирський, підсудок земський київський, староста гадяцький.

          - Юрій — перебував на військовій службі Голландської республіки, загинув у морській битві біля Бергену

        - Владислав Немирич — овруцький староста.[10]

- Софія — дружина Станіслава Тишкевича (†1650), київського чесника[11]
- Антоніна — дружина володимирського стольника Юзефа Пінінського[12]

### Київська губернія, Російська імперія
Рід Немиричів внесений до I частини (роди дворянства жалуваного або дійсного) списку дворян Київської губернії на 1906 рік:
1. Костянтин Фаддєєв (указ Урядуючого Сенату Російської імперії № 6472 від 23 листопада 1844 року);
1.1. Максиміліан-Іван-Олександр (указ № 6472 від 23 листопада 1844 року);
1.1.1. Мечислав (ухвала Київського Дворянського Депутатського Зібрання від 14 березня 1873 року);
2. Фелікс Фаддєєв (указ № 6472 від 23 листопада 1844 року);
2.1. Стратон-Фаддєй-Станіслав (указ № 6472 від 23 листопада 1844 року);
2.2. Артюр-Яків-Бенігн (указ № 6472 від 23 листопада 1844 року);
2.2.1. Маріан-Станіслав (указ № 492 від 10 лютого 1872 року);
2.2.1.1. Броніслава (указ № 1211 від 31 березня 1904 року);
2.2.1.2. Ядвіга (указ № 1211 від 31 березня 1904 року);
2.2.1.3. Феліціан (указ № 1211 від 31 березня 1904 року);
2.3. Карл (указ № 2308 від 19 березня 1853 року);
2.3.1. Тадеуш-Іван (указ № 992 від 13 березня 1869 року);